# Trenta giorni
Trenta giorni è un singolo di Giovanna pubblicato nel 2009 dalla Kicco.

## Tracce
1. Trenta giorni (Paolo Limiti, G. Nocetti)
2. Treinta dias (Spanish Version) (Paolo Limiti, G. Nocetti)
3. Bolero (Spanish Version) (Maurice Ravel, rielaborazione G. Nocetti)